# Protocol Buffers
Protocol Buffers — протокол сериализации (передачи) структурированных данных, предложенный Google как эффективная бинарная альтернатива текстовому формату XML. Разработчики сообщают, что Protocol Buffers проще, компактнее и быстрее, чем XML, поскольку осуществляется передача бинарных данных, оптимизированных под минимальный размер сообщения.

## Общие сведения
По замыслу разработчиков, сначала должна быть описана структура данных, которая затем компилируется в классы. Вместе с классами идёт код их сериализации в компактном формате представления. Чтение и запись данных доступна в высокоуровневых языках программирования — таких как Java, C++ или Python.
В 2010 году бэкенд Twitter перешёл на Protocol Buffers. По заявлению разработчиков Twitter, база в триллион твитов на XML занимала бы десять петабайт вместо одного.
По заявлениям Google, Protocol Buffers по сравнению с XML:
- проще;
- от 3 до 10 раз меньше;
- от 20 до 100 раз быстрее;
- более однозначный;
- позволяет создавать классы, которые в дальнейшем легче использовать программно.

Protocol Buffers не предназначен для чтения пользователем и представляет собой двоичный формат. Для десериализации данных необходим отдельный .proto-файл, в котором определяется формат сообщения.

## Формат протокола
В общем виде формат представляет собой закодированную последовательность полей, состоящих из ключа и значения. В качестве ключа выступает номер, определённый для каждого поля сообщения в proto-файле. Перед каждым полем указываются совместно закодированные номер поля в формате varint и тип поля. Если в качестве типа указана строка (string), вложенное сообщение, повторяющееся сообщение или набор байт (bytes), то следом идёт размер данных в формате varint. Далее идёт значение, соответствующее полю (данные).
Число в формате varint (int32 и int64) кодируется в последовательность байт, в которой у всех байт, кроме последнего, старший бит (MSB) выставляется в 1. При преобразовании в стандартное представление старший бит каждого байта отбрасывается, а оставшиеся 7-битные составляющие соединяются друг с другом в обратном порядке. Формат восьмиразрядного varint был выбран для уменьшения размера пакета при передаче небольших чисел. Так, если число меньше 128, то оно будет занимать лишь 1 байт. Однако, числа близкие к максимально возможным, будут занимать больше места, чем в обычном формате. Например, максимальное значение, которое можно сохранить в 8-ми байтах, в формате varint — 10 байт. Отрицательные числа в формате varint всегда занимают наибольший размер, в зависимости от типа, поскольку старший бит у знакового числа выставлен в 1.
Проблема кодирования отрицательных чисел была решена использованием алгоритма ZigZag (sint32 и sint64), суть которого сводится к переносу бита знака из старшего разряда в младший. Кодирование алгоритмом ZigZag предполагает, что положительные и отрицательные числа будут чередоваться друг с другом с увеличением закодированного значения. В таком случае чётные числа будут положительными, а нечётные — отрицательными.
Пусть value — исходное значение, а N — разрядность типа данных исходного значения, а encoded_value — закодированное алгоритмом ZigZag значение, тогда кодирование можно записать с помощью выражения на языке Си:
```
encoded_value
 
=
 
(
value
 
<<
 
1
)
 
^
 
(
value
 
>>
 
(
N
 
-
 
1
));

```

Следует учесть, что вторая операция сдвига является арифметическим сдвигом, то есть при сдвиге вправо отрицательного числа старшие биты заполняются единицами, а не нулями (сдвиг знакового бита).
Декодирование выполняется более сложным способом: выполняется исключающее ИЛИ над закодированным значением, сдвинутым на 1 вправо для удаления знакового бита, и знаковым битом, полученным из закодированного числа, спроецированным на все биты через умножение на максимальное значение для N разрядов. Таким образом, знаковый бит переносится из младшего разряда в старший:
```
uvalue
 
=
 
((
encoded_value
 
&
 
1
)
 
*
 
MAX_VALUE
(
N
))
 
^
 
(
encoded_value
 
>>
 
1
);

```

Значение MAX_VALUE(N) соответствует значению с N разрядами, заполненными единицами (например, 0xffffffff при N=32). Таким образом, умножение младшего бита, установленного в 1, на это число будет соответствовать значению −1 в знаковом типе данных. В языке Си декодирование необходимо осуществлять для значений encoded_value и uvalue беззнакового типа, а затем значение uvalue должно преобразовываться в знаковый тип, не меняя битовое представление.
Все числовые значения, кроме fixed64, sfixed64 и double, в протоколе кодируются в формате varint.

## Примеры использования
Для того чтобы определить структуру сериализуемых данных, необходимо создать .proto-файл с исходным кодом этой структуры. Ниже приведён пример .proto-файла для 2-й версии Protocol Buffers, где описывается информация о машине: марка, тип кузова, цвет, год выпуска и информация о предыдущих владельцах.
```
message
 
Car
 
{

  
required
 
string
 
model
 
=
 
1
;

  
enum
 
BodyType
 
{

    
sedan
 
=
 
0
;

    
hatchback
 
=
 
1
;

    
SUV
 
=
 
2
;

  
}

  
required
 
BodyType
 
type
 
=
 
2
 
[
default
 
=
 
sedan
];

  
optional
 
string
 
color
 
=
 
3
;

  
required
 
int32
 
year
 
=
 
4
;

  
message
 
Owner
 
{

    
required
 
string
 
name
 
=
 
1
;

    
required
 
string
 
lastName
 
=
 
2
;
 

    
required
 
int64
 
driverLicense
 
=
 
3
;

  
}

  
repeated
 
Owner
 
previousOwner
 
=
 
5
;

}

```

После того как файл с нужной структурой данных создан, необходимо скомпилировать его компилятором для вашего языка программирования, чтобы сгенерировать класс доступа к этим данным. Этот класс будет содержать простейшие методы доступа ко всем полям типа get/set, а также методы для сериализации и десериализации вашей структуры данных в/из массива байтов.
Примечательно, что можно добавлять к уже созданной структуре данных новые поля без потери совместимости с предыдущей версией: при парсинге старых записей новые поля просто будут игнорироваться.

## Реализация
На данный момент компанией Google созданы компиляторы для языков программирования: C++, Java, Kotlin, PHP, Python, Dart, Go, C#, Objective C, JavaScript. Но существует ряд проектов сторонних разработчиков, которые создали компиляторы для следующих языков программирования: Action Script, C, C#, Clojure, Common Lisp, D, Erlang, Go, Haskell, Haxe, JavaScript, Lua, Matlab, Mercury, Objective C, Swift, OCaml, Perl, PHP, Python, Ruby, Rust, Scala, Visual Basic, Delphi.

### Реализация для языка Си
Чтобы использовать протокол в языке Си без сторонних библиотек необходимо либо использовать вставки на языке C++, если таковые поддерживаются используемым компилятором, либо делать обёртки над сгенерированным для C++ кодом в виде библиотек. Если подобные варианты не подходят, то известны следующие генераторы кода:
- protobuf-c (нет поддержки обработки ошибок выделения памяти, но возможно использование собственных механизмов выделения памяти);
- nanopb (оптимизирован под низкое потребление памяти);
- protobuf-embedded-c (архивный проект).

## Альтернативные протоколы
Наиболее высокопроизводительной альтернативой может служить библиотека FlatBuffers, которая позволяет обращаться к сериализованным данным без их копирования по частям в отдельные области памяти. Соответственно, данные передаются в том же виде, в каком и используются, в связи с чем увеличивается объём передаваемых данных.
Проект Apache Avro отличается тем, что не требует генерации кода при изменении схемы данных при использовании в динамически-типизируемых языках, а сама схема описывается в формате JSON.

### Сравнение с Apache Thrift
Ключевыми особенностями Apache Thrift могут служить возможность передачи ассоциативных массивов, списков и множеств, а также встроенная поддержка удалённого вызова процедур.
|                            | Protocol Buffers                                                                                        | Apache Thrift                                                                                            |
| -------------------------- | --- | --- |
| Разработчик                | Google                                                                                                  | Facebook, Apache                                                                                         |
| Поддерживаемые языки       | C++, Dart, Go, Java, Python, Ruby, C#, Objective C, JavaScript и PHP                                    | C++, Java, JavaScript, Python, PHP, XSD, Ruby, C#, Perl, Objective C, Erlang, Smalltalk, OCaml и Haskell |
| Исходящие форматы          | Бинарный                                                                                                | Бинарный, JSON                                                                                           |
| Простые типы               | bool, 32/64-bit integers, float, double, string, byte sequence. Повторные свойства работают как списки. | bool, byte, 16/32/64-bit integers, double, string, byte sequence, map<t1,t2>, list<t>, set<t>.           |
| Константы                  | Нет | Да |
| Составной тип              | Сообщение                                                                                               | Структура                                                                                                |
| Исключения                 | Нет | Да |
| Документация               | Хорошая                                                                                                 | Скудная                                                                                                  |
| Лицензия                   | BSD-style                                                                                               | Apache                                                                                                   |
| Расширения составных типов | Да | Нет |